# 服部友一
服部 友一（はっとり ゆういち、1988年7月8日 - ）は、埼玉西武ライオンズの広報部員で、元・鹿児島読売テレビ（KYT)アナウンサー。

## 来歴・人物
千葉県木更津市の出身で、血液型はA型。木更津市立木更津第一中学校・志学館高等部から法政大学社会学部へ進学後に、稲増龍夫が主宰する学内の自主マスコミ講座に所属していたほか、一時はアルバイトとしてキッザニア東京に勤務していた。
大学卒業後の2011年にアナウンサーとして鹿児島読売テレビ（KYT）に入社すると、2013年3月にNNSアナウンス大賞の新人賞を受賞。放送対象地域内にある種子島宇宙センターから、NNNの全国ニュース向けに、ロケットの打ち上げ中継リポートを任されることもあった。イプシロンロケットについては、2013年8月27日（実際には打ち上げを見合わせ）と同年9月14日（打ち上げ成功）でリポートを担当している。2015年1月30日には、『スッキリ!!』（NNN基幹局の日本テレビが制作）で、全国ネット向けの情報番組に初めて出演している。
2014年10月から『かごピタ』（鹿児島ローカル向けの情報番組）でメインMCを務めていたが、2016年6月24日付でKYTを退社。退社後は、千葉への帰郷を経て、イクスピアリなどの企業で広報活動に従事していた。
野球が好きなことに加えて、「（KYT退社後に経験した）企業広報の仕事を突き詰めたい」との思いが高じて、2019年10月に経験者採用扱いで埼玉西武ライオンズへ入社。入社後は、イベント情報、公式グッズの販売情報、球団の事業戦略などをメディアなどに発信する「事業広報」を担当している。
特技は、テニス、ディズニーランドを地図なしで歩けること、子供と仲良くなること。姪が2人いる。また、食べ歩きやカラオケが趣味で、KYTのアナウンサー時代にはアイドル好きであることを公言。アナウンサーとしての目標に、かつて日本テレビへ勤務していた羽鳥慎一の名を挙げていた。

## アナウンサー時代の出演番組
- かごピタ（2014年9月5日 - 2016年6月24日）
- KYT news every.（リポーター）
- KYTニュース
- 24時間テレビ36inかごしま（MC）など